# Torre del Blanc de Morell
La Torre del Blanc de Morell (también conocida como Torre de la Cremadella) es una antigua torre defensiva y actual monumento ubicado en el término municipal de Vergel, en la comarca de la Marina Alta de la provincia de Alicante, Comunidad Valenciana (España). Fue declarado Bien de Interés Cultural en 1996.
Es el edificio más antiguo de la localidad y data de finales del siglo XIII, y su función principal fue la defensa de la población dispersa y de la alquería de la zona, que se encontraba bajo el señorío del Castillo de Segaria.
Es una construcción de planta rectangular, de 6,30 x 7,50 metros, orientada a lo largo en dirección norte-sur. Tiene 10 metros de altura divididos en tres plantas: la planta baja la componen dos salas cubiertas con bóveda de cañón fabricadas con ladrillo macizo; tenían el propósito de servir de aljibe y bodega. Las salas se comunican y se accede a las mismas por la cara sur de la torre.
La primera planta fue modificada para uso residencial y se añadió una escalera exterior para su acceso, aunque se respetó el acceso original. La segunda planta se construyó tiempo después, ya que los materiales y técnica empleados son distintos; cuenta con cuatro ventanas al exterior, una por cada lado. La cubierta es de teja árabe a dos aguas.

## Entorno
En 2005 se descubrió la existencia de un poblado alrededor de la torre que fue desarrollándose al tiempo de la conquista de los reinos cristianos por las tierras de la Marina Alta. En las excavaciones llevadas a cabo por los arqueólogos, Josep Antoni Gisbert y Joan Pastor, salieron a la luz los restos de un hogar, con una planta entera y patio para el ganado, así como restos de cerámica musulmana de los siglos XIII y XIV. Posiblemente era un enclave andalusí, a pesar de estar bajo señorío cristiano. Este poblado, conocido como de la Cremadella por el topónimo en valenciano de la zona donde se encuentra (al igual que la torre) terminó despoblándose. Se desconoce la razón exacta del despoblamiento, pero se supone que fue por la presencia de otros núcleos urbanos próximos, como Vergel; otra hipótesis es que el poblado pudo ser asolado por un incendio, de ahí el propio topónimo Cremadella.